# Pave Gregor 11.
Pave Gregor 11. (født Pierre Roger de Beaufort i 1331, død 27. marts 1378) var pave i Avignon og i Rom fra den 30. december 1370 og frem til sin død. 

## Biografi
Pierre Roger de Beaufort blev født på slottet Maumont i Limoges. Han var nevø til pave Clemens 6., der gjorde ham til kardinaldiakon i 1348, blot 18 år gammel. Han blev dermed kardinal forinden han påbegyndte teologiske studier ved universitetet i Perugia.
Han var en skarp modstander af John Wyclifs lære.
Han blev valgt til pave efter Urban 5. og tog den 4. januar 1371 navnet Gregor/Gregorius og blev ordinert som pave dagen efter.
Gregor 11. skabte splid, da han lod franskmændene få indflydelse i de italienske småstater, hvilket i Firenze førte til oprør mod kirkestaten. Gregor 11. ekskommuninerede alle byens borgere, hvorefter Katarina af Siena blev sendt til byen for at mægle. 
Han gjorde forsøg på at komme overens med den græsk-ortodokse kirke og at mægle mellem England og Frankrig samt at skabe fred mellem de små fyrstedømmer i Sydeuropa. Bestræbelserne førte dog ikke til noget. 
Gregor 11. havde sit pavesæde i Avignon, indtil han i 1377 fik flyttet det tilbage til Rom. 